# NGC 5319
NGC 5319 é uma galáxia espiral (S) localizada na direcção da constelação de Canes Venatici. Possui uma declinação de +33° 45' 42" e uma ascensão recta de 13 horas, 50 minutos e 40,5 segundos.
A galáxia NGC 5319 foi descoberta em 27 de Março de 1856 por William Parsons.